# Будка железной дороги 373 км
Будка железной дороги 373 — деревня в Кардымовском районе Смоленской области России. Входит в состав Шокинского сельского поселения. Население — 1 житель (2007 год)(учитывалось в составе деревни Будка железной дороги 372, 373 км). 

## География
Расположена в центральной части области в 12 км к северу от Кардымова, в 6 км южнее автодороги М1 «Беларусь». В 2 км севернее деревни расположена железнодорожная станция Присельская на линии Москва — Минск

### Часовой пояс
Деревня Будка железной дороги 373, как и вся Смоленская область, находится в часовой зоне МСК (московское время). Смещение применяемого времени относительно UTC составляет +3:00.

## Население
Население — 1 житель (2007 год).(учитывалось в составе деревни Будка железной дороги 372, 373 км)